# كوبا أمريكا للسيدات 2025
بطولة كوبا أمريكا للسيدات 2025 هي النسخة العاشرة من بطولة كوبا أمريكا الدولية الرئيسية لكرة القدم للسيدات في أمريكا الجنوبية، وهي بطولة كوبا أمريكا للسيدات، للفرق الوطنية المنتسبة لاتحاد أمريكا الجنوبية لكرة القدم (كونميبول). أقيمت البطولة في الإكوادور في الفترة من 12 يوليو إلى 02 أغسطس 2025. وتحتفل هذه النسخة بالذكرى السنوية العاشرة لسلسلة بطولات كوبا أمريكا للسيدات.
بخلاف جميع النسخ السابقة، لن تُعدّ البطولة بمثابة تصفيات أمريكا الجنوبية المؤهلة لكأس العالم للسيدات 2027، بل ستُنظّم بدلاً من ذلك بطولة تأهيلية منفصلة. مع ذلك، قد تُوفّر البطولة مقعدين لبطولة كرة القدم للسيدات في دورة الألعاب الأولمبية الصيفية 2028 في لوس أنجلوس، وثلاثة مقاعد إضافية لبطولة دورة الألعاب الأمريكية 2027 في ليما (بالإضافة إلى بيرو التي تأهلت تلقائيًا كمضيفة).

## الفرق
ستشارك جميع المنتخبات الوطنية النسائية العشرة التابعة لاتحاد أمريكا الجنوبية لكرة القدم (كونميبول).
| الفريق                 | عدد المشاركات | أفضل أداء سابق                                         | تصنيف الفيفا في بداية البطولة |
| ---------------------- | ------------- | ------------------------------------------------------ | ----------------------------- |
| الأرجنتين              | التاسعة       | بطل (2006)                                             | 32                            |
| بوليفيا                | التاسعة       | المركز الخامس (1995)                                   | 105                           |
| البرازيل (حاملة اللقب) | العاشرة       | أبطال (1991، 1995، 1998، 2003، 2010، 2014، 2018، 2022) | 4                             |
| تشيلي                  | العاشر        | الوصيفون (1991، 2018)                                  | 39                            |
| كولومبيا               | الثامنة       | الوصيفون (2010، 2014، 2022)                            | 18                            |
| الإكوادور (المضيفين)   | التاسعة       | المركز الثالث (2014)                                   | 67                            |
| باراغواي               | الثامنة       | المركز الثالث (2022)                                   | 45                            |
| بيرو                   | الثامنة       | المركز الثالث (1998)                                   | 77                            |
| الأوروغواي             | الثامنة       | المركز الثالث (2006)                                   | 63                            |
| فنزويلا                | التاسعة       | المركز الثالث (1991)                                   | 48                            |

## الملاعب
تم الإعلان عن الملاعب في 5 مايو 2025. تقام المباريات في ثلاثة ملاعب في مدينة في كيتو، الإكوادور، لأسباب تسويقية، قام ملعب بانكو غواياكيل بتغيير اسمه أثناء البطولة.
| كيتو                                | كيتو                      | كيتو                     | كيتو موقع كيتو. |
| ----------------------------------- | ------------------------- | ------------------------ | --------------- |
| ملعب آي دي في (ملعب بانكو غواياكيل) | ملعب جونزالو بوزو ريبالدا | ملعب رودريغو باز ديلغادو | كيتو موقع كيتو. |
| السعة: 12,000                       | السعة: 18,779             | السعة: 41,575            | كيتو موقع كيتو. |
|                                     |                           |                          | كيتو موقع كيتو. |

## حكام البطولة
في 14 يونيو 2025، أعلن اتحاد أمريكا الجنوبية لكرة القدم (كونميبول) قائمة حكام البطولة.
الحكام
- روبرتا إتشيفيريا
- أدريانا فارفان
- دايان مونيز
- ديون ريسيوس
- ماريا فيكتوريا دازا
- مارسيلي زامبرانو
- إيفانا بروجكوفسكا
- زولما كينيونيز
- ميلاجروس أرويلا
- أناهي فرنانديز
- إيميكار كالديراس

حكام مساعدون
- ديانا ميلون
- جيزيلا تروكو
- إليزابيث بلانكو
- ماريسيلا أورابوكا
- مايرا ماستيلا
- ليلى موريرا
- مارسيا كاستيلو
- ليزلي فاسكيز
- ماري بلانكو
- مايرا سانشيز
- مونيكا أمبويا
- فيفيانا سيجورا
- جوليا تيمبيستيلي
- نانسي فرنانديز
- نادية ويلر
- ماريانا أكينو
- فيرا يوبانكي
- إيراغارتز فرنانديز
- بيلين كلافيجو
- ديانا فرنانديز
- فرانسيس جارسيا
- ميجداليا رودريغيز

## القرعة
أُجريت قرعة البطولة في 19 ديسمبر 2024، الساعة 13:30 بالتوقيت المحلي (UTC−3) في أسونسيون، باراغواي.
| تسكين (رأس المجموعة)  | وعاء الأولى | وعاء الثاني | وعاء الثالث | وعاء الرابع |
| --------------------- | ----------- | ----------- | ----------- | ----------- |
| الإكوادور(المجموعة أ) | الأرجنتين   | تشيلي       | الأوروغواي  | بيرو        |
| البرازيل (المجموعة ب) | كولومبيا    | باراغواي    | فنزويلا     | بوليفيا     |

## دور المجموعات
يتأهل أول فريقين من كل مجموعة إلى نصف النهائي، بينما يتأهل ثالثا المجموعة إلى مباراة تحديد المركز الخامس.
كسر التعادل
صُنّفت الفرق بناءً على النقاط (3 نقاط للفوز، ونقطة واحدة للتعادل، و0 نقطة للخسارة). في حال التعادل في النقاط، تُعتمد المعايير التالية لتحديد الترتيب:
1. النقاط المكتسبة في المباريات التي لعبت بين الفرق المعنية؛
2. فارق الأهداف في المباريات التي لعبت بين الفرق المعنية؛
3. عدد الأهداف المسجلة في المباريات التي لعبت بين الفرق المعنية؛
4. فارق الأهداف في جميع مباريات المجموعة؛
5. عدد الأهداف المسجلة في جميع مباريات المجموعة؛
6. أقل عدد من البطاقات الحمراء؛
7. أقل عدد من البطاقات الصفراء؛
8. سحب القرعة.

#### المجموعة الأولى
| م | الفريق        | لعب | ف | ت | خ | أ.له | أ.ع | أ.ف | نقاط | التأهل                                |
| - | ------------- | --- | - | - | - | ---- | --- | --- | ---- | ------------------------------------- |
| 1 | الأرجنتين     | 4   | 4 | 0 | 0 | 6    | 1   | +5  | 12   | التأهل إلى نصف النهائي                |
| 2 | الأوروغواي    | 4   | 2 | 1 | 1 | 6    | 3   | +3  | 7    | التأهل إلى نصف النهائي                |
| 3 | تشيلي         | 4   | 2 | 0 | 2 | 6    | 6   | 0   | 6    | التأهل إلى مباراة تحديد المركز الخامس |
| 4 | الإكوادور (H) | 4   | 1 | 1 | 2 | 6    | 7   | −1  | 4    |                                       |
| 5 | بيرو          | 4   | 0 | 0 | 4 | 1    | 8   | −7  | 0    |                                       |

##### مباريات الجولة الأولى
بيرو ضد تشيلي
| بيرو | 0–3                    | تشيلي                                  |
| ---- | ---------------------- | -------------------------------------- |
|      | تقرير تقرير (كونميبول) | كابيثاس 62' · كيفي 82' · فالنسيا 90+4' |

الإكوادور ضد الأوروغواي
| الإكوادور                    | 2–2                    | الأوروغواي                       |
| ---------------------------- | ---------------------- | -------------------------------- |
| كوريا 72' (ه.ذ.) · أرياس 78' | تقرير تقرير (كونميبول) | أكينو 11' · غونزاليس 53' (ركلة.) |

##### مباريات الجولة الثانية
الأوروغواي ضد الأرجنتين
| الأوروغواي | 0–1                    | الأرجنتين      |
| ---------- | ---------------------- | -------------- |
|            | تقرير تقرير (كونميبول) | بونسيغوندو 76' |

بيرو ضد الإكوادور
| بيرو       | 1–3   | الإكوادور                                       |
| ---------- | ----- | ----------------------------------------------- |
| بيلكاب 69' | تقرير | آرياس 16' · بولانيوس 42' (ركلة.) · موريرا 90+7' |

##### مباريات الجولة الثالثة
الأوروغواي ضد بيرو
| الأوروغواي | 1–0                    | بيرو |
| ---------- | ---------------------- | ---- |
| أكينو 64'  | تقرير تقرير (كونميبول) |      |

الأرجنتين ضد تشيلي
| الأرجنتين               | 2–1                    | تشيلي     |
| ----------------------- | ---------------------- | --------- |
| فالفان 75' · كوميتي 90' | تقرير تقرير (كونميبول) | باردو 11' |

##### مباريات الجولة الرابعة
الأرجنتين ضد بيرو
| الأرجنتين    | 1–0 | بيرو |
| ------------ | --- | ---- |
| رودريغيز 88' |     |      |

تشيلي ضد الإكوادور
| تشيلي                     | 2–1 | الإكوادور            |
| ------------------------- | --- | -------------------- |
| كيفي 35' · ن. لوبيز 45+5' |     | بولانيوس 24' (ركلة.) |

##### مباريات الجولة الخامسة
الإكوادور ضد الأرجنتين
| الإكوادور | 0–2 | الأرجنتين                  |
| --------- | --- | -------------------------- |
|           |     | نونيز 19' · بونسيغوندو 70' |

تشيلي ضد الأوروغواي
| تشيلي | 0–3 | الأوروغواي                                 |
| ----- | --- | ------------------------------------------ |
|       |     | ب. غونزاليس 40' (ركلة.) · كاربالو 65'، 73' |

#### المجموعة الثانية
| م | الفريق       | لعب | ف | ت | خ | أ.له | أ.ع | أ.ف | نقاط | التأهل                                |
| - | ------------ | --- | - | - | - | ---- | --- | --- | ---- | ------------------------------------- |
| 1 | البرازيل (A) | 3   | 3 | 0 | 0 | 12   | 1   | +11 | 9    | التأهل إلى نصف النهائي                |
| 2 | كولومبيا (X) | 3   | 2 | 1 | 0 | 12   | 1   | +11 | 7    | التأهل إلى نصف النهائي                |
| 3 | فنزويلا      | 3   | 1 | 1 | 1 | 7    | 3   | +4  | 4    | التأهل إلى مباراة تحديد المركز الخامس |
| 4 | باراغواي (Y) | 3   | 1 | 0 | 2 | 6    | 8   | −2  | 3    |                                       |
| 5 | بوليفيا (E)  | 4   | 0 | 0 | 4 | 1    | 25  | −24 | 0    |                                       |

##### مباريات الجولة الأولى
بوليفيا ضد باراغواي
| بوليفيا | 0–4                    | باراغواي                                  |
| ------- | ---------------------- | ----------------------------------------- |
|         | تقرير تقرير (كونميبول) | سي. مارتينيز 23'، 40'، 61' · شامورو 90+3' |

البرازيل ضد فنزويلا
| البرازيل                              | 2–0                    | فنزويلا |
| ------------------------------------- | ---------------------- | ------- |
| أماندا جوتيريس 32' · دودا سامبايو 88' | تقرير تقرير (كونميبول) |         |

##### مباريات الجولة الثانية
بوليفيا ضد البرازيل
| بوليفيا | 0–6                    | البرازيل                                                              |
| ------- | ---------------------- | --------------------------------------------------------------------- |
|         | تقرير تقرير (كونميبول) | لواني 13'، 32' · كيرولين 37' (ركلة.)، 79'، 83' · أماندا جوتيريس 90+5' |

فنزويلا ضد كولومبيا
| فنزويلا | 0–0                    | كولومبيا |
| ------- | ---------------------- | -------- |
|         | تقرير تقرير (كونميبول) |          |

##### مباريات الجولة الثالثة
فنزويلا ضد بوليفيا
| فنزويلا                                                                     | 7–1                    | بوليفيا    |
| --------------------------------------------------------------------------- | ---------------------- | ---------- |
| ألتوف 13'، 58'، 61' · غارسيا 24' · جواركوكو 29' · شيرينوس 48' · كاراسكو 69' | تقرير تقرير (كونميبول) | دوركسن 18' |

كولومبيا ضد باراغواي
| كولومبيا                                      | 4–1                    | باراغواي        |
| --------------------------------------------- | ---------------------- | --------------- |
| كايسيدو 13'، 83' · راميريز 57' · سانتوس 90+4' | تقرير تقرير (كونميبول) | ك. مارتينيز 15' |

##### مباريات الجولة الرابعة
كولومبيا ضد بوليفيا
| كولومبيا | 8–0 | بوليفيا |
| --- | --- | ------- |
| مونتويا 9'، 33' · راميريز 13' · أ. فلوريس 37' (ه.ذ.) · كايسيدو 43' · بونيلا 56' · كارابالي 70' · لوبوا 90+3' |     |         |

باراغواي ضد البرازيل
| باراغواي         | 1–4 | البرازيل                                                |
| ---------------- | --- | ------------------------------------------------------- |
| سي. مارتينيز 65' |     | ياسميم 27'، 39' · أماندا غوتيريس 60' · دودا سامبايو 75' |

##### مباريات الجولة الخامسة
باراغواي ضد فنزويلا
| باراغواي                     | 2–1 | فنزويلا    |
| ---------------------------- | --- | ---------- |
| أكوستا 64' · ك. مارتينيز 84' |     | ألتوفي 40' |

البرازيل ضد كولومبيا
| البرازيل | 0–0 | كولومبيا |
| -------- | --- | -------- |
|          |     |          |

## مرحلة خروج المغلوب
في مرحلة خروج المغلوب، إذا تعادلت نتائج مباريات تحديد المركز الخامس، ونصف النهائي، والثالث بنهاية 90 دقيقة من الوقت الأصلي، لا يُلعب وقت إضافي، وتُحسم المباراة بركلات الترجيح المباشرة. أما إذا تعادلت النتيجة في المباراة النهائية بنهاية الوقت الأصلي، فيُلعب وقت إضافي (فترتان، كل منهما 15 دقيقة)، حيث يُسمح لكل فريق بإجراء تبديل إضافي. وفي حال استمرار التعادل بعد الوقت الإضافي، يُحسم النهائي بركلات الترجيح لتحديد البطل.

### مسار المسابقة
|  | نصف النهائي | نصف النهائي |                            |       | النهائي | النهائي |
|  |             |             |                            |       |         |         |
|  | 28 يوليو    |             |                            |       |         |         |
|  |             |             |                            |       |         |         |
|  | الأرجنتين   | 0 (4)       |                            |       |         |         |
|  | الأرجنتين   | 0 (4)       | 02 أغسطس                   |       |         |         |
|  | كولومبيا    | 0 (5)       |                            |       |         |         |
|  | كولومبيا    | 0 (5)       | كولومبيا                   | 4 (4) |         |         |
|  | 29 يوليو    |             | كولومبيا                   | 4 (4) |         |         |
|  |             | البرازيل    | 4 (5)                      |       |         |         |
|  | البرازيل    | البرازيل    | 4 (5)                      | 5     |         |         |
|  | البرازيل    |             |                            | 5     |         |         |
|  | الأوروغواي  | 1           |                            |       |         |         |
|  | الأوروغواي  | 1           | مباراة تحديد المركز الثالث |       |         |         |
|  |             |             |                            |       |         |         |
|  | 01 أغسطس    |             |                            |       |         |         |
|  |             |             |                            |       |         |         |
|  | الأرجنتين   | 2 (5)       |                            |       |         |         |
|  | الأرجنتين   | 2 (5)       |                            |       |         |         |
|  | الأوروغواي  | 2 (4)       |                            |       |         |         |

|  | مباراة تحديد المركز الخامس |   |
|  |                            |   |
|  | 28 يوليو                   |   |
|  |                            |   |
|  | تشيلي                      | 0 |
|  | تشيلي                      | 0 |
|  | باراغواي                   | 1 |
|  | باراغواي                   | 1 |

### مباراة المركز الخامس
تأهل الفائز إلى دورة الألعاب الأمريكية 2027.
| تشيلي | 0–1 | باراغواي    |
| ----- | --- | ----------- |
|       |     | أريتا 90+2' |

### نصف النهائي
يتأهل الفائزون إلى دورة الألعاب الأولمبية الصيفية 2028.
الأرجنتين ضد كولومبيا
| الأرجنتين                                                | 0–0 | كولومبيا                                             |
| -------------------------------------------------------- | --- | ---------------------------------------------------- |
|                                                          |     |                                                      |
| ركلات الترجيح                                            |     |                                                      |
| بونسيغوندو · براون · جراماليا · كوميتي · نونيز · ستابيلي | 4–5 | أوسمي · كارابالي · بافي · راميريز · كايسيدو · بونيلا |

البرازيل ضد الأوروغواي
| البرازيل                                                                      | 5–1   | الأوروغواي          |
| ----------------------------------------------------------------------------- | ----- | ------------------- |
| أماندا غوتيريس 11'، 65' · جيو جاربيليني 13' · مارتا 27' (ركلة.) · دودينها 86' | تقرير | آيسى هاس 51' (ه.ذ.) |

### مباراة المركز الثالث
الأرجنتين ضد الأوروغواي
| الأرجنتين                                        | 2–2                    | الأوروغواي                                           |
| ------------------------------------------------ | ---------------------- | ---------------------------------------------------- |
| - كوميتي 24' - بونسيغوندو 83' (ركلة.)            | تقرير تقرير (كونميبول) | 35' بيزارو · 45' فييرا                               |
| ركلات الترجيح                                    |                        |                                                      |
| - بونسيغوندو - براون - روجيروني - كوميتي - نونيز | 5–4                    | - ب. غونزاليس - لاكوست - راميريز - أوليفيرا - بيزارو |

### النهائي
كولومبيا ضد البرازيل
| كولومبيا                                                       | 4–4 (ب.و.إ.)           | البرازيل                                                              |
| -------------------------------------------------------------- | ---------------------- | --------------------------------------------------------------------- |
| كايسيدو 25' · تارسياني 69' (ه.ذ.) · راميريز 88' · سانتوس 115'  | تقرير تقرير (كونميبول) | أنجلينا 45+9' (ركلة.) · أماندا غوتيريس 80' · مارتا 90+6'، 105'        |
| ركلات الترجيح                                                  |                        |                                                                       |
| أوسمي · ريستريبو · بافي · سانتوس · كايسيدو · بونيلا · كارابالي | 4–5                    | تارسياني · أنجلينا · أماندا غوتيريس · ماريزا · مارتا · جونسون · لواني |

### الهدافات
عدد الأهداف المُسجلة  85 هدفًا  في 25 مباراة، بمتوسط 3.4 هدفًا في المباراة الواحدة.
6 أهداف
- كلوديا مارتينيز
- أماندا غوتيريس

4 أهداف
- ليندا كايسيدو
- أوريانا ألتوف

3 أهداف
- فلورنسيا بونسيغوندو
- كيرولين
- مارتا
- مايرا راميريز

هدفان
- ألدانا كوميتي
- دودا سامبايو
- لواني
- ياسميم
- سونيا كيفي
- دانييلا مونتويا
- ليسي سانتوس
- إميلي أرياس
- نايلي بولانيوس
- بيلين أكينو
- ويندي كاربالو
- باميلا غونزاليس